# Randy Arozarena
Randy Arozarena González (Arroyos de Mantua, Pinar del Río, Cuba, 28 de febrero de 1995) es un destacado beisbolista profesional mexicano nacido en Cuba. Actualmente juega como jardinero para los Seattle Mariners.
en la Major League Baseball (MLB). Además, es miembro del equipo nacional de béisbol de México.
Anteriormente, Arozarena jugó para los St. Louis Cardinals, pero fue en 2020 cuando su carrera despegó con los Tampa Bay Rays. Durante la postemporada de ese año, estableció un récord al conectar diez jonrones en un solo campeonato. De hecho, cuatro de esos jonrones fueron contra los Astros de Houston en la Serie de Campeonato de la Liga Americana, lo que lo hizo merecedor del premio al Jugador Más Valioso (MVP) de la serie.
El éxito de Randy Arozarena en la MLB lo ha convertido en uno de los jugadores más destacados del béisbol mexicano, lo que llevó a que el 25 de abril de 2022, obtuviera la nacionalidad mexicana.

## Carrera profesional

### Vegueros de Pinar del Río
Durante las temporadas 2013-14 y 2014-15, Arozarena jugó para Vegueros de Pinar del Río de la Serie Nacional de Cuba. En su última temporada, bateo .291 / .412 / .419 con tres jonrones, 24 carreras impulsadas y 15 bases robadas en 74 juegos.

### Ligas Mexicanas
En 2016, Arozarena llegó a México y tuvo breves periodos en la Liga Mérida de Invierno, Liga Norte de México y con los Toros de Tijuana de la Liga Mexicana, antes de jugar para los Mayos de Navojoa de la Liga Mexicana del Pacífico durante el invierno.

### Cardenales de San Luis
Arozarena firmó con St. Louis Cardinals como agente libre internacional en julio de 2016 por $ 1.25 millones de dólares. Hizo su debut en ligas menores en 2017 y pasó su primera temporada profesional completa con los Palm Beach Cardinals , con quienes fue nombrado All-Star de la Florida State League, y los Springfield Cardinals , con un combinado. 266 de promedio de bateo con 11 jonrones, 49 carreras impulsadas y 18 bases robadas en 121 juegos entre ambos clubes. Después de la temporada, regresó a la Liga Mexicana del Pacífico para jugar con los Mayos de Navojoa.para la temporada 2017-2018, donde bajó .292 / .366 / .558 con 14 jonrones y 37 carreras impulsadas en 64 juegos. Esa temporada, los Mayos llegaron a la serie de campeonato, aunque el equipo no ganó la serie, Arozarena tuvo un hit ganador en la parte baja de la novena entrada en el juego 6. Arozarena fue un invitado fuera de la lista para la primavera de 2018. capacitación. Comenzó la temporada con los Memphis Redbirds . En julio de 2018, fue seleccionado para representar a los Cardinals en el All-Star Futures Game 2018. Arozarena también pasó tiempo durante la temporada con Springfield. Con Memphis, los ayudó a ganar el título de la Liga de la Costa del Pacífico y fue nombrado co-MVP de los playoffs de la PCL junto a su compañero de equipo Tommy Edman. En 113 juegos entre Memphis y Springfield, bateó .274 / .359 / .433 con 12 jonrones, 49 carreras impulsadas y 26 bases robadas. Arozarena volvió a jugar para Mayos de Navojoa en 2018 por tercera vez, pero apareció en solo 15 juegos.
Arozarena comenzó la temporada 2019 en la lista de lesionados con Memphis debido a una fractura en la mano sufrida durante los entrenamientos primaverales. Regresó a jugar en mayo con Springfield antes de ser promovido a Memphis en junio.
El 12 de agosto de 2019, los Cardenales seleccionaron el contrato de Arozarena y lo promovieron a las Grandes Ligas. Hizo su debut en las Grandes Ligas el 14 de agosto frente a los Kansas City Royals. En 19 juegos con St. Louis, Arozarena bateó .300 con un jonrón, dos carreras impulsadas y dos bases robadas.

### Tampa Bay Rays
El 9 de enero de 2020, Arozarena fue canjeado a los Tampa Bay Rays (junto con José Martínez y la Selección de Draft de la Ronda A de Balance Competitivo de los Cardinals) a cambio de Matthew Liberatore , Edgardo Rodríguez y la Selección de Draft de la Ronda B de Balance Competitivo de los Rays. En 23 juegos para la temporada 2020, Arozarena bateó para .281 con siete jonrones y 11 carreras impulsadas.
En el Juego 7 de la Serie de Campeonato de la Liga Americana contra los Houston Astros, Arozarena conectó un jonrón de dos carreras, superando a Evan Longoria en la mayoría de los jonrones de un novato en la postemporada. Arozarena fue nombrado MVP de la ALCS, convirtiéndose en el primer jugador de posición novato en ganar el premio. En la serie, bateó .321 con cuatro jonrones y seis carreras impulsadas. En la Serie Mundial , Arozarena conectó jonrones en el tercer, cuarto y sexto juego, rompiendo el récord histórico de más jonrones en una sola postemporada. En el Juego 3, superó a Derek Jeter en la mayor cantidad de hits de un novato en la postemporada. En el Juego 5, registró su 27.º hit en la postemporada, superando a Pablo Sandoval en la mayor cantidad de hits en una sola postemporada. A pesar de la actuación récord de Arozarena, los Rays perdieron la Serie Mundial ante los Dodgers de Los Ángeles en seis juegos.

## Carrera Internacional
Antes de su deserción, Arozarena representó a su país natal de Cuba a nivel juvenil, jugando en la Copa Mundial de Béisbol Sub-15 de 2011 y la Copa Mundial de Béisbol Sub-18 de 2013 en Taichung. En el torneo de 2013, Cuba terminó con la medalla de bronce.
Arozarena anunció su intención de jugar bajo la bandera mexicana en 2020, diciendo: "Siento que represento a México. Tengo una hija en México, y lo haría en honor a ella y por la parte de mi carrera que pasé en México, y por todos los amigos que he hecho en México". En octubre de 2022, se anunció oficialmente que Arozarena tenía la intención de representar a México en el Clásico Mundial de Béisbol 2023.
Por su actuación en la fase de grupos del torneo, fue nombrado el jugador más valioso del Grupo C. En el juego de semifinales contra Japón, Arozarena bateó un doble para anotar la carrera de la ventaja e hizo varias capturas oportunas, incluyendo un "robo de jonrón" de Kazuma Okamoto; sin embargo, México perdería con un doble walkoff en la parte baja de la novena. Arozarena lideró la alineación de México en la mayoría de las categorías, bateando .450/.607/.900 con seis dobles y nueve carreras impulsadas en el transcurso del torneo. Fue elegido parte del equipo estelar a través de una votación conjunta entre aficionados y periodistas, tanto de medios escritos como de televisión.

## Vida personal
Arozarena tiene una hija que nació en México en 2018. Su hermano menor es el futbolista Raiko Arozarena, quien actualmente juega como portero de los Tampa Bay Rowdies que compiten en el Campeonato de la USL. Había dicho que le gustaría convertirse en ciudadano mexicano y representar a México en el Clásico Mundial de Béisbol.
El 25 de abril de 2022 Randy obtuvo la nacionalidad Mexicana.
El 23 de noviembre de 2020, Arozarena fue arrestado en el estado mexicano de Yucatán luego de supuestamente intentar secuestrar a su hija de dos años de su madre y agredir al padre de la mujer, lo que se calificó como violencia doméstica intrafamiliar. Fue puesto en libertad dos días después porque la madre de la niña no presentó cargos.
Una película basada en la vida de Arozarena está programada para estrenarse entre 2022 y 2023.
Su hermano, Raiko Arozarena, es un futbolista que representa a Cuba, con sus actuaciones ayudó a su selección a clasificar a la Copa de Oro.